# Vinantes
Vinantes település Franciaországban, Seine-et-Marne megyében. Lakosainak száma 380 fő (2022. január 1.). Vinantes Charny, Montgé-en-Goële, Nantouillet, Le Plessis-aux-Bois, Saint-Mesmes és Villeroy községekkel határos.

## Népesség
A település népessége az elmúlt években az alábbi módon változott:
| Lakosok száma | 364  | 370  | 377  | 385  | 379  | 384  | 383  | 382  | 381  | 380  |
|               | 2013 | 2014 | 2015 | 2016 | 2017 | 2018 | 2019 | 2020 | 2021 | 2022 |